# ظهير الدين فاريابي
ظهير الدين الفاريابي (اسمه الكامل: ظهير الدين طاهر بن محمد الفاريابي) شاعر فارسي.

## حياته
ولد ظهيرالدين في فارياب في الشمال الشرقي من إيران. كان ظهيرالدين الفاريابي تلميذاً للشاعر رشيدي السمرقندي، وإنه ترك خراسان وهاجر إلي العراق وأذربيجان في أثناء حكم الأتابك أرسلان بن ايلدگز(581-587 هجرية) وإنه كان قبل ذلك في خدمة طغان حاكم نيسابور وإن بعض الأكابر يعتبرون أشعاره أرق وأدق من أشعار الأنوري.
و جاء في تاريخ طبرستان أن ظهير الدين كان قبل ذلك ملتحقاً بخدمة اسپهبد مازندران المسمي حسام الدولة اردشير بن الحسن الذي قتل في 607 هجرية.
و قد زار ظهير الدين مدينة أصفهان ولكن قاضي قضاتها المسمي بصدر الدين عبد اللطيف الخجندي لم يحسن استقباله فبقي بها فترة قصيرة، وكان من بين أعدائه مجير الدين البيلقاني شاعر الهجاء والتهكم في إصفهان، وهو نفس الشاعر الذي صادفناه من قبل بين خصوم الخاقاني، وقد أشار إليه ظهير الدين في ديوانه وفيه يتهكم به وبملابسه الفاخرة التي كان ينالها من قزن أرسلان.
و قد اعتزل ظهير الدين قبيل انتهاء حياته عيشة الملوك والقصور وقنع كما فعل الكثيرون غيره من شعراء المديح بعيشة الاعتكاف والتعبد في تبريز حتي أدركته الوفاة في نهاية سنة 598 هجرية وقد دفن هنالك، في مقبرة سرخاب بجانب الشاعرين المعروفين خاقاني وشاهفور الأشهري.